# Pomierzyn (gromada)
Pomierzyn (od 31 XII 1959 Poźrzadło Wielkie) – dawna gromada, czyli najmniejsza jednostka podziału terytorialnego Polskiej Rzeczypospolitej Ludowej w latach 1954–1972.
Gromady, z gromadzkimi radami narodowymi (GRN) jako organami władzy najniższego stopnia na wsi, funkcjonowały od reformy reorganizującej administrację wiejską przeprowadzonej jesienią 1954 do momentu ich zniesienia z dniem 1 stycznia 1973, tym samym wypierając organizację gminną w latach 1954–1972.
Gromadę Pomierzyn z siedzibą GRN w Pomierzynie utworzono – jako jedną z 8759 gromad na obszarze Polski – w powiecie drawskim w woj. koszalińskim na mocy uchwały nr 43/54 WRN w Koszalinie z dnia 5 października 1954. W skład jednostki weszły obszary dotychczasowych gromad Pomierzyn, Poźrzadło Wielkie i Suchowo ze zniesionej gminy Poźrzadło Wielkie, obszar dotychczasowej gromady Giżyno ze zniesionej gminy Stara Studnica oraz obszar dotychczasowej gromady Prostynia ze zniesionej gminy Kalisz Pomorski w tymże powiecie. Dla gromady ustalono 12 członków gromadzkiej rady narodowej.
1 stycznia 1958 z gromady Pomierzyn wyłączono wieś Prostynia, włączając ją do gromady Kalisz Pomorski w tymże powiecie.
31 grudnia 1959 z gromady Pomierzyn wyłączono wieś Suchowo, włączając ją do gromady Kalisz Pomorski w tymże powiecie, po czym gromadę Pomierzyn zniesiono przez przeniesienie siedziby GRN z Pomierzyna do Poźrzadła Wielkiego i zmianę nazwy jednostki na gromada Poźrzadło Wielkie.